# Haag (Dolna Austria)
Haag – miasto w Austrii, w kraju związkowym Dolna Austria, w powiecie Amstetten. Liczy 5,45 tys. mieszkańców (1 stycznia 2014).